# George Voinovich
George Victor Voinovich (Cleveland (Ohio), 15 juli 1936 – aldaar, 12 juni 2016) was een Amerikaans politicus. Hij was een Republikeins senator voor de staat Ohio. Daarvoor was hij gouverneur van Ohio en burgemeester van Cleveland.

## Levensloop
De ouders van Voinovich hadden een Joegoslavische achtergrond. Zelf studeerde hij aan de Ohio University en behaalde in 1958 een bachelor in het overheidswezen en in 1961 aan de Ohio State University een graad in de rechten.
Voinovich was getrouwd met Janet. Samen hadden zij vier kinderen. De jongste kwam in de jaren '70 op negenjarige leeftijd om bij een auto-ongeluk.

## Politieke carrière
Zijn politieke carrière begon in 1963 als assistent van de openbaar aanklager van Ohio. Van 1967 tot 1971 was hij lid van het Huis van Afgevaardigden van de staat Ohio. Daarna werkte hij als overheidsinspecteur. In 1975 gooide hij zich in de strijd voor de Republikeinse nominatie voor het burgemeesterschap van Cleveland, maar verloor tegen zittend burgemeester Ralph J. Perk. In 1978 werd hij gekozen als tweede man achter de gouverneur van Ohio, James A. Rhodes.

### Burgemeester
In 1979 werd Voinovich alsnog gekozen als burgemeester van de stad Cleveland. Hij moest de belastingen verhogen, omdat Cleveland al lange tijd met een financieel tekort kampte. De stad werd veel gebruikt door comedians om grappen over te maken. Onder andere door middel van een mediacampagne wist Voinovich het tij te keren.
In 1988, terwijl hij nog burgemeester was, stelde hij zich kandidaat voor de Senaat, maar verloor van zittend senator Howard Metzenbaum. Een jaar later legde hij het burgemeesterschap neer.

### Gouverneur
Voinovich stelde zich in 1990 kandidaat voor het gouverneurschap van Ohio en werd ook gekozen. Onder zijn gouverneurschap daalde de werkloosheid naar het laagste punt in vijfentwintig jaar. In 1996 was er even de hoop, dat hij zou worden gekozen als running mate van Robert Dole, de Republikeinse genomineerde bij de Amerikaanse presidentsverkiezingen. Dole koos echter voor Jack Kemp.

### Senator
In 1998 stelde Voinovich zich weer kandidaat voor de Senaat en werd dit keer wel gekozen (als opvolger van de uittredende Democratische
senator John Glenn). In 2002 kreeg hij veel kritiek van Republikeinse senatoren van de rechtervleugel van de partij, omdat hij tegen de voorstellen van president George Bush was om de belastingen te verlagen en uitgaven te vergroten.
Voinovich steunde meestal nieuwe wetgeving op het gebied van wapencontroles. Hij trok de aandacht van de media in het land bij de benoeming van John Bolton als de Amerikaanse ambassadeur bij de Verenigde Naties toen hij verklaarde "ik voel me vandaag niet comfortabel bij het stemmen op mr. John Bolton". Sommigen beschuldigden hem ervan slechts in naam een Republikein te zijn.
Rondom het schandaal met Jack Abramoff was er in Washington D.C. een debat op gang gekomen over mogelijke hervormingen in de lobby-wetgeving. Voinovich sprak zich uit een "openbaar integriteitsbureau" te zijn, omdat die rol al werd vervuld door de Senate Ethics Committee.
In januari 2007 sprak Voinovich zijn zorg uit tegen Condoleeza Rice, dat de plannen van de president voor troepenuitbreiding in Irak niet effectief zouden zijn. De senator was zelf een groot voorstander van Iraaks zelfbestuur.
Voor de Senaatsverkiezingen in 2010 stelde hij zich niet meer verkiesbaar. Op 3 januari 2011 verliet Voinovich de Senaat.

### Overleden
Hij overleed op 79-jarige leeftijd en werd begraven in Chardon op het All Souls Cemetery.
- Gemeinsame Normdatei: 1155263340
- International Standard Name Identifier: 0000 0000 3879 3609
- Library of Congress Control Number: no92005009
- National Archives and Records Administration: 10573476
- SNAC: w6863vcs
- Biographical Directory of the United States Congress: V000126
- Virtual International Authority File: 53716265
- WorldCat: E39PBJmHDXVGjpqVFWxCD6Y3wC